# Pilar Tous i Forrellad
Pilar Tous i Forrellad   (Sabadell, 1899 - Barcelona, 20 de novembre de 1993) va ser una poetessa i assagista catalana.
Va publicar poemes de caràcter popular destacant Vergeret d'abril (1934), Figures i paisatge (1943), premiada amb la Flor Natural al Certamen Literari de Sabadell l'any anterior, i Medalles (1951). També va publicar una biografia de la poetessa sabadellenca Agnès Armengol, que fou premiada amb el primer premi extraordinari als Jocs Florals celebrats a Sabadell el desembre de 1952.

## Obres publicades
- 1934: Vergeret d'abril
- 1943: Figures i paisatge
- 1951: Medalles
- 1957: Agnès Armengol